# Диквафозол
Диквафозол — лекарственный препарат для лечения синдрома сухого глаза. Одобрен для применения: Япония (2010).

## Механизм действия
Связывается с P2RY2.

## Показания
синдром сухого глаза.

## Противопоказания
Гиперчувствительность.

## Способ применения
Глазные капли